# Valdecaballeros
Valdecaballeros – gmina w Hiszpanii, w prowincji Badajoz, w Estramadurze, o powierzchni 90,12 km². W 2011 roku gmina liczyła 1202 mieszkańców.